# Герб Березнегуватського району
Герб Березнегуватського району — офіційний символ Березнегуватського району Миколаївської області затверджений 22 березня 2012 року рішенням сесії № 8 районної ради.
Автор герба — А. Ґречило.

## Блазон
На середині синього іспанського щита, над вигнутою золотою базою, золотий пшеничний сніп, праворуч і ліворуч якого дві срібні восьмипроменеві зірки. У вузькій золотій главі три зелені, скошені ліворуч, листки бересту. Щит обрамований декоративним картушем і увінчаний золотою районною короною.

## Значення символів
Золотий сніп підкреслює сільськогосподарську спеціалізацію району. Вигнута золота база уособлює кургани-могили, а також символізує багатство земель степової України. Срібні зірки підкреслюють козацькі традиції, оскільки саме козаки розпочали освоєння території сучасного району. Листя бересту є називним символом і асоціюється з назвою району.